# Benedito Cícero Tortelli
Benedito Cícero Tortelli, meglio noto come Paulista (Sorocaba, 26 dicembre 1939), è un ex cestista brasiliano.

## Carriera
Ha partecipato al Campionato del mondo 1963, dove ha vinto la medaglia d'oro, segnando 6 punti in 2 partite.